# ویه-سور-نیه
ویه-سور-نیه (به فرانسوی: Villers-sur-Nied) یک کمون در فرانسه است که در Canton of Delme واقع شده‌است.

## خصوصیات
ویه-سور-نیه ۴٫۲۵ کیلومترمربع مساحت و ۶۳ نفر جمعیت دارد و ۲۵۰ متر بالاتر از سطح دریا واقع شده‌است.